# Магомедов, Ахмед Магомедович
Ахме́д Магоме́дович Магоме́дов (28 июня 1930, с. Батлаич, Хунзахский район, ДАССР, РСФСР, СССР — 2 января 1991, Махачкала, ДАССР, РСФСР, СССР) — советский историк и организатор образования, доктор исторических наук, профессор, ректор Дагестанского педагогического института (1964—1987) и Дагестанского университета (1987—1991), заслуженный деятель науки РСФСР (1980), член-корреспондент АПН СССР с 26 марта 1982 года.

## Биография
Ахмед Магомедович Магомедов родился в с. Батлаич Хунзахского района, 28 июня 1930 году. Отец Ахмеда Магомед Абдурахманов до Октябрьской революции учился у арабистов, свободно читал и толковал Коран и сам учил детей Корану и арабскому языку. Он окончил курсы по подготовке учителей в г. Буйнакск, а позже и Буйнакское училище. Работал учителем, директором в школах Хунзахского, Ботлихского, Унцукульского районов. Был на фронте, но демобилизовался по состоянию здоровья. Умер в 1950 году, в возрасте 44 лет. За два года после смерти отца, в возрасте 39 лет, умерла и мать Ахмеда — Умужат. Ахмед был единственным в семье мальчиком. Когда умерла Маазат, он стал старшим братом для своих сестер.
В 1947 году он окончил Аранинскую СОШ им. Р.Гамзатова. Учился на «хорошо» и «отлично». В этом же году он поступил на Исторический факультет в Московский государственный университет им. М. В. Ломоносова и закончил в 1953 году. После смерти родителей встал вопрос о обучении в ВУЗ-е, но решил продолжить обучение, а сестер устроил на работу в колхоз и продолжать учёбу только вечером, оставив их на присмотр двум родным тетям и восемью дядям.
В 1953 году он заканчивает обучение в МГУ и возвращается домой. В этом же году он назначается заведующим кабинетом истории Дагестанского педагогического института. На этой должности он проработал всего год и он понял, что хочет стать ученым. В 1954 году он снова поступает учиться в аспирантуру в МГУ и заканчивает её в 1957 году. Во время учёбы, он защищает кандидатскую диссертацию на соискание ученой степени кандидата исторических наук. Его диссертационная работа «Борьба большевистской партии за дальнейшее укрепление союза рабочего класса и крестьянства в годы нового революционного подъёма: 1910—1914 гг.», являвшаяся в те времена актуальной темой, получила высокую оценку у оппонентов.
В 1957 году с дипломом ученого, кандидата исторических наук, он начинает работать помощником председателя Совнархоза ДАССР, где занимался вопросами культуры, образования, науки и социальной сферы административно-экономического района. Спустя год он поступает на работу в Дагестанский государственный университет им. В. И. Ленина старшим преподавателем, а затем становится доцентом кафедры истории КПСС. Он работал с февраля 1958 года по март 1964 года.

В марте 1964 года он назначается ректором Дагестанского государственного педагогического института и проработал 23 года до 1987 года.
«В 1964 году Ахмеда Магомедовича Магомедова назначают ректором Дагестанского государственного педагогического института. Злые языки тогда полагали, что молодой ученый не справиться с этой работой. Тогда никто даже не мог предположить, что Ахмед Магомедович проработает на этой должности 23 года и превратит Пединститут в лучшее учебное заведение на всем Северном Кавказе. На этой должности ярко проявились его организаторские способности. Ему удалось улучшить учебно-материальную базу института, добиться серьезных результатов в укреплении научно-педагогического состава, повышения качества подготовки кадров. В результате его работы в 1980 году Дагестанский педагогический институт был признан победителем всесоюзного социалистического соревнования и награждён переходящим красным знаменем министерства просвещения СССР», —
отметил в своём докладе Намруд Биджанов.
В 1980 году за повышение эффективности и качества работы, Дагпединститут был признан победителем Всесоюзного социалистического соревнования и награждён переходящим Красным знаменем Министерства образования и просвещения СССР.
В октябре 1987 года избирается на альтернативной основе ректором Дагестанского государственного университета им. В. И. Ленина.
В сентябре 1990 года Ученый совет Дагестанского государственного университета выдвинул кандидатуру Ахмеда Магомедовича в действительные члены АПН СССР по отделению «Общее и профессиональное образование».

В ночь с 1 на 2 января 1991 года он скончался в возрасте 60 лет.
«Ахмед Магомедович Магомедов… Пожалуй, не найдется в республике человека, который не знал бы этого замечательного ученого и педагога, народного депутата ДАССР, председателя правления республиканского общества „Знание“, заслуженного деятеля науки РСФСР и ДАССР, члена-корреспондента Академии педагогических наук СССР, доктора исторических наук, профессора, ректора Дагестанского университета. 
За более чем четверть века, в которые он был ректором пединститута, путевку в жизнь получили десятки тысячи людей молодых специалистов. Мимо гроба, установленного в день похорон в актовом зале главного корпуса университета, прошли тысячи людей. Общественность республики, товарищи, коллеги, выпускники и студенты пришли, чтобы разделить скорбь и горе с родными и близкими А. М. Магомедова, чтобы проститься с телом и проводить а последний путь. Траурный митинг, состоявшийся на кладбище, открыл М-Т. М. Абдулбасиров. От имени Республиканского комитета компартии РСФСР, Верховного Совета и Совета Министров ДАССР он выразил глубокое соболезнование семье и близким покойного, всей научной и педагогической общественности республики, коллективам университета и пединститута: 
„Провожая в последний путь одного из крупных ученых республики, организаторы дагестанской науки и подготовки кадров, мы сознаем, что это большая, невосполнимая утрата. Но жизнь идет по своим законам, и наша задача, продолжая лучшие традиции тех дагестанских ученых, коорых нет сегодня с нами и ярким представителем которых был Ахмед Магомедович Магомедов,- работать с ещё большей настойчивостью, претворять в жизнь все, что было задумано, о чём мечтал и над чем трудился профессор Магомедов“.»
Фрагмент статьи из газеты «Дагестанский университет» от 25 января 1991 г. № 1 под заголовком «Провожая в последний путь»

## Научный вклад
Ахмед Магомедович Магомедов является автором более 100 научных работ и 4-х монографий. Он вёл исследования в вопросах межнациональных отношений, воспитанию студенческой молодёжи в различных аспектах и повышения квалификации учителей. Эти исследования актуальны и сейчас. В работах Ахмеда Магомедовича красной нитью проходит значимость интернационального воспитания советских народов.

## Семья
Женился Ахмед Магомедович на дочери Абдурахмана Даниялова (первого секретаря Дагобкома партии) Забиде. Познакомились они в Москве во время учёбы в 1954 году. Они полюбили друг друга и поженились в 1956 году. В Дагестан они вернулись в 1957 году уже женатыми. В этом же году у них появился первенец, которого назвали в память об отце Ахмеда — Магомедом. Вторым ребёнком в семье Магомедовых была дочка, названная в память о матери Ахмеда - Умужат. Самый младший в семье Магомедовых сын — Хаджимурад, названный в честь легендарного горца и героя повести Л. Н. Толстого. Все трое окончили школу № 13, Магомед окончил с золотой медалью, Хаджимурад с серебряной медалью.
Дочь Умужат подарила отцу внука Али и внучку Хадижат. Магомед женился на дочке известного поэта Расула Гамзатова Салихат, и родилась дочка Амина. Магомед развелся и поженился во-второй раз. 
Он женился на внучке нефтяника Магомеда-Герея Зульпукарова — Айшат. Айшат родила дочку и сына. К сожалению, Ахмед Магомедович не дожил до второй свадьбы и рождения внучки и внука. Дочку зовут Марзият (1999 год), а внука назвали в честь дедушки - Ахмед (2001 год).
Жена: Забида Абурахмановна Даниялова (1932 - 2016 гг.)
Дети: Магомед, Умужат (1960 - 2020 гг.) и Хаджимурад
Внуки: Али и Хадижа Исламовы; Амина, Марзият и Ахмед Магомедовы; Даниял Магомедов.
Также у Ахмеда Магомедовича были три сестры: Маазат, Патимат и Маймунат. Маазат умерла в раннем возрасте. Маймунат - последняя сестра, что прожила дольше всех. 